# Clementine Ford
Clementine Ford   (Adelaida, 1981) és una escriptora feminista, locutora i oradora pública australiana. Durant set anys escrigué per a Daily Life.

## Biografia
Ford nasqué al 1981 i passà gran part de la seva infantesa a l'Orient Mitjà, en concret a Oman, a la frontera est dels Emirats Àrabs. Als dotze anys, la seua família es traslladà a Anglaterra.
Estudià en la Universitat d'Adelaide, i hi feu un curs d'estudis de gènere. També va treballar com a editora i col·laboradora del diari estudiantil On Dit.

## Carrera professional
El 2007, començà a escriure una columna per al Sunday Mail d'Adelaide i per a Drum. Moltes de les seues columnes tractaven temes personals i alguns lectors les trobaven controvertides.
El 2014, va escriure sobre la seua indignació pels comentaris fets per Cory Bernardi, que qualificaven els defensors del dret a decidir com soldats "pro mort" de la "indústria de la mort". També escrigué un article d'opinió contra un projecte de llei victorià que canviaria les lleis d'avortament, argumentant que si els polítics realment es preocupassen per la vida de les dones i xiquetes, advocarien per un millor accés al control de la natalitat.
En el Dia Internacional per a l'eliminació de la violència masclista de 2015, Ford feu públics alguns dels missatges sexistes que havia rebut per internet. Meriton Group, patró d'un home que l'havia l'etiquetat amb un terme despectiu, investigà la denúncia de Ford i l'home fou acomiadat. Tres joves de l'Adelaide High School foren suspesos pels comentaris lascius que escrigueren sobre ella.
Al setembre del 2016, Allen & Unwin publicà el primer llibre de Ford, Fight Like a Girl. Dos anys després, en publicà el segon, Boys Will Be Boys, que se centrava en la masculinitat tòxica i el patriarcat.
Al febrer de 2020, comença un programa anomenat "Big Sister Hotline", en què parla sobre temes feministes actuals i preguntes amb convidades com Florence Given i Salma El-Werdany.